# Crevedia Mare
Crevedia Mare è un comune della Romania di 4 933 abitanti, ubicato nel distretto di Giurgiu, nella regione storica della Muntenia.
Il comune è formato dall'unione di 6 villaggi: Crevedia Mare, Crevedia Mică, Dealu, Găiseanca, Priboiu, Sfântu Gheorghe.